# Квічаль бурий
Квіча́ль бурий (Geokichla dumasi) — вид горобцеподібних птахів родини дроздових (Turdidae). Ендемік Індонезії. Раніше вважався конспецифічним з серамським квічалем.

## Опис
Довжина птаха становить 17 см. Голова, шия і верхня частина тіла іржасто-коричневі, крила темно-коричневі з двома білими смугами. Махові пера мають рудувато-коричневі края, хвіст чорнуватий з рудувато-коричневими краями. Обличчя, горло і груди чорні, живіт пістрявий, чорно-білий, нижня частина живота біла, гузка охриста. Лапи сіруваті або охристі.

## Поширення і екологія
Бурі квічалі є ендеміками острова Буру. Вони живуть в підліску вологих гірських і хмарних тропічних лісів. Зустрічаються поодинці або парами, на висоті від 800 до 1500 м над рівнем моря.

## Збереження
МСОП класифікує стан збереження цього виду як близький до загрозливого. За оцінками дослідників, популяція бурих квічалів становить від 20 до 50 тисяч птахів. Їм може загрожувати вилов з метою продажу на пташиних ринках.